# Jean Cottraux
Cet article possède un paronyme, voir Jean Coutrot.
Jean Cottraux, né le 27 février 1942 à Montrottier (Rhône), est un psychiatre et psychothérapeute français.

## Biographie
Après des études de médecine, Jean Cottraux devient interne des hôpitaux de Lyon (Concours 1965), puis chef de clinique-assistant (1971-1976), médecin-adjoint (1976), psychiatre des Hôpitaux (1981) puis chef de l’unité fonctionnelle de traitement de l’anxiété à l’hôpital neurologique au CHU de Lyon (1992-2007). 
Il suit tout d’abord une formation psychiatrique classique et une psychanalyse personnelle (1972-1976) auprès de Jacqueline Cosnier, membre titulaire de la Société psychanalytique de Paris. Il part au milieu des années 1970 au Royaume-Uni puis aux États-Unis pour s'initier aux thérapies cognitives et comportementales (TCC). Il est notamment Research Associate auprès du Robert Paul Liberman à l’université de Californie à Los Angeles en 1977.  
À partir de 1981, il enseigne les TCC en fondant une attestation d’études universitaires, puis un diplôme universitaire et enfin un diplôme inter universitaire, à l’Université Lyon 1. 
Il est co-auteur du rapport INSERM de 2004.
Devant la violente campagne anti-scientifique menée contre ce rapport, il décide, en 2005, de participer à la rédaction collective du « Livre noir de la psychanalyse ».
Il est président de l'Association française de thérapie comportementale et cognitive (1984-1989), et de l'European Association of Behaviour and Cognitive Therapy (1990). Il est membre fondateur de l’Académie de thérapie cognitive de Philadelphie (2000) et membre étranger de l’American Psychiatric Association (2015).
Habilité à la direction de recherche (1986), il a conduit des recherches avec l'INSERM, le CNRS et les programmes hospitaliers de recherche clinique sur le traitement et l'étiologie des troubles anxieux, du stress post-traumatique, de la dépression, des troubles obsessionnels compulsifs et des troubles de la personnalité. 
Après sa retraite du service public, il devient directeur scientifique de l’Institut francophone de formation et de recherche en thérapie comportementale et cognitive (2008-2015). Il y collabore à la mise en place d’un programme de formation à la TCC par l'apprentissage en ligne. Il fait actuellement partie du comité scientifique et pédagogique de cet institut.

## Publications
- Les Thérapies comportementales, Masson, 1978.
- Psychomatique et médecine comportementale, Masson, 1981.
- avec Ovide Fontaine et Robert Ladouceur, Cliniques de thérapie comportementale. Mardaga, 1984.
- avec Patrick Légeron et Evelyne Mollard, Annual Series of European Research in Behaviour Therapy (EABT Congress, Paris, 1990). Which Psychotherapies for year 2000? Swets et Zeitlinger, Amsterdam, 1992.
- Les Ennemis intérieurs. Obsessions et compulsions, Odile Jacob, 1988.
- La répétition des scénarios de vie, Odile Jacob, 2001.
- Les visiteurs du soi. À quoi servent les psy ? Odile Jacob, 2004.
- Les thérapies cognitives comment agir sur nos pensées et nos émotions, Retz, 2004 (seconde édition).
- (coll.) Le livre noir de la psychanalyse (sous la direction de Catherine Meyer) les Arènes, 2005.
- La Force avec soi : pour une psychologie positive, Odile Jacob, 2007.
- avec Ivy Marie Blackburn, Psychothérapies cognitives des troubles de la personnalité, Masson, 2006 (seconde édition)
- avec Ivy Marie Blackburn, Psychothérapie cognitive de la dépression, Masson, 2008 (Troisième édition)
- (coord.) A chacun sa créativité Einstein, Mozart, Picasso… et nous, Odile Jacob, 2010.
- avec Martine Bouvard, Protocoles et échelles d’évaluation en psychiatrie et psychologie, Masson, 2010 (cinquième édition)
- Choisir une psychothérapie efficace, Odile Jacob, 2011.
- (coordinateur)  Psychologie positive et bien-être au travail, Masson, 2012.
- (coord.) Thérapie cognitive et émotions : la troisième vague, Masson, 2014 (seconde édition).
- (coord.) Prise en charge comportementale et cognitive du trouble du spectre autistique, Masson, 2015.
- Tous narcissiques, Odile Jacob, 2017.
- Les psychothérapies cognitives et comportementales, Masson, 2020 (septième édition).
- Sortir des émotions négatives, Odile Jacob, 2021.

## Autres ouvrages
- (sous pseudonyme) René de Saint-Jean, Demain vous serez immortel, Odile Jacob, 2019.